# All-America Rose Selections
Le prix All-America Rose Selections (AARS) est un prix annuel qui a été décerné de 1940 à 2013 aux États-Unis dans le domaine de la culture de la rose pour la variété la plus exceptionnelle. Ce prix était considéré dans ce domaine comme le plus prestigieux des États-Unis. Il a cessé en 2013 pour être remplacé par les American Garden Rose Selections.

## Histoire
C'est en 1938, que W. Ray Hastings, à l'origine des All-America Rose Selections, se met en rapport avec Charles Perkins, président des pépinières Jackson & Perkins pour lancer ce prix. Une réunion a lieu ensuite à Chicago le 8 janvier 1939 avec des représentants des dix-sept pépinières de roses les plus importantes. Cela donne naissance à la fondation de l'organisation à but non lucratif, All-America Rose Selections, Inc. (AARS), dans le but de distinguer et de promouvoir les roses les plus exceptionnelles. Le premier concours se tient en 1939 dans les jardins que l'AARS a sélectionnés dans le pays. les premiers gagnants sont annoncés en 1940. 
Le prix All-America Rose Selections est décerné tous les ans jusqu'en 2013. L'hybride de thé, 'Francis Meilland' (connu en France sous le nom de 'Prince Jardinier') est la dernière rose à avoir été distinguée. Ensuite le prix American Garden Rose Selections lui succède.

## Sélections des roses
Le processus de sélection commence par l'horticulteur (ou le rosiériste) qui soumet une ou plusieurs roses au comité de sélection de l'AARS ; puis celles-ci sont installées dans les jardins de l'AARS afin d'évaluer sa culture, le plus souvent dans des jardins universitaires ou des pépinières choisies par le comité dans tous les États-Unis. L'évaluation a lieu au cours de ces deux années, il s'agit d'examiner la résistance aux maladies, le floraison, le forme et les qualités des fleurs et du feuillage, l'adaptation à différents climats, etc. Les roses sélectionnées à la fin de cette période représentent environ 4% de celles présentrées au début. Les roses gagnantes peuvent ajouter la marque AARS sur les étiquettes de vente et les catalogues.

## Gagnants AARS
Liste partielle.
| Année | Cultivar     | Nom de commercialisation                                   | Obtenteur                        | Année d'obtention | Mis au commerce par           | Groupe          | Image  |
| ----- | ------------ | ---------------------------------------------------------- | -------------------------------- | ----------------- | ----------------------------- | --------------- | ------ |
| 1943  |              | 'Mary Margaret McBride'                                    | Jean-Henri Nicolas (US)          | 1942              | Jackson & Perkins             | Hybride de thé  | [ 5 ]  |
| 1948  |              | 'Diamond Jubilee'                                          | Boerner (US)                     | 1947              | Jackson & Perkins             | Hybride de thé  | [ 6 ]  |
| 1953  |              | 'Ma Perkins'                                               | Boerner (US)                     | 1952              | Jackson & Perkins             | Floribunda      | [ 7 ]  |
| 1955  |              | 'Queen Elizabeth' 'The Queen of England'                   | Lammerts (US)                    | 1954              | Germain Seed & Plant Company  | Grandiflora     | [ 8 ]  |
| 1955  |              | 'Tiffany'                                                  | Lindquist (US)                   | 1954              | Howard Rose Company           | Hybride de thé  | [ 9 ]  |
| 1960  |              | 'Garden Party'                                             | Swim (US)                        | 1959              | Armstrong                     | Hybride de thé  | [ 10 ] |
| 1961  |              | 'Duet'                                                     | Swim (US)                        | 1960              | Armstrong                     | Hybride de thé  | [ 11 ] |
| 1962  |              | 'King's Ransom'                                            | Swim (US)                        | 1962              | Armstrong                     | Hybride de thé  | [ 12 ] |
| 1963  |              | 'Royal Highness'                                           | Morey (US)                       | 1961              | Weeks Roses                   | Hybride de thé  | [ 13 ] |
| 1965  |              | 'Mister Lincoln' 'Mr. Lincoln'                             | Swim & Weeks (US)                | 1964              | Star Roses                    | Hybride de thé  | [ 14 ] |
| 1966  |              | 'Apricot Nectar'                                           | Boerner (US)                     | 1965              | Jackson & Perkins             | Hybride de thé  | [ 15 ] |
| 1967  |              | 'Bewitched'                                                | Lammerts (US)                    | 1967              | Germain Seed & Plant Co.      | Hybride de thé  | [ 16 ] |
| 1968  |              | 'Europeana'                                                | de Ruiter Innovations (Belgique) | 1963              | Roy H. Rumsey Pty. Ltd.       | Floribunda      | [ 17 ] |
| 1969  |              | 'Gene Boerner'                                             | Boerner (US)                     | 1968              | Jackson & Perkins             | Floribunda      | [ 18 ] |
| 1969  |              | 'Pascali'                                                  | Lens (Belgique)                  | 1964              | T.G. Stewart                  | Hybride de thé  | [ 19 ] |
| 1973  |              | 'Electron' 'Mullard Jubilee'                               | McGredy IV (Irlande du Nord)     | 1970              | McGredy                       | Hybride de thé  | [ 20 ] |
| 1974  |              | 'Perfume Delight'                                          | Swimm & Weeks (US)               | 1973              | Star Roses                    | Hybride de thé  | [ 21 ] |
| 1975  | TANolg       | 'Oregold' 'Anneliese Rothenberger'                         | Tantau (Allemagne)               | 1970              | Jackson & Perkins             | Hybride de thé  | [ 22 ] |
| 1976  | KORshel      | 'Seashell'                                                 | Kordes (Allemagne)               | 1976              | Jackson & Perkins             | Hybride de thé  | [ 23 ] |
| 1977  | ANDeli       | 'Double Delight'                                           | Ellis & Swim (US)                | 1976              | Armstrong                     | Hybride de thé  | [ 24 ] |
| 1980  | JACsal       | 'Cherish'                                                  | Warriner (US)                    | 1980              | Jackson & Perkins             | Floribunda      | [ 25 ] |
| 1980  | JACtwin      | 'Love'                                                     | Warriner (US)                    | 1980              | Jackson & Perkins             | Grandiflora     | [ 26 ] |
| 1981  | rinaKOR      | 'Marina'                                                   | Kordes (Allemagne)               | 1974              | Jackson & Perkins             | Floribunda      | [ 27 ] |
| 1983  | JACjem       | 'Sun Flare' 'Sunflare'                                     | Warriner (US)                    | 1981              | Jackson & Perkins             | Floribunda      | [ 28 ] |
| 1984  | JACum        | 'Olympiad'                                                 | McGredy IV (Nouvelle-Zélande)    | 1982              | McGredy Roses International   | Hybride de thé  | [ 29 ] |
| 1984  | JACum        | 'Intrigue'                                                 | Warriner (US)                    | 1982              | Jackson & Perkins             | Floribunda      | [ 28 ] |
| 1986  | AROmiclea    | 'Voodoo'                                                   | Christensen (US)                 | 1984              | Armstrong                     | Hybride de thé  | [ 30 ] |
| 1987  | MEIdomonac   | 'Bonica 82' 'Bonica'                                       | Meilland (France)                | 1985              | Meilland International        | Shrub rose      | [ 31 ] |
| 1988  | HARroony     | 'Amber Queen'                                              | Harkness (Royaume-Uni)           | 1985              | R Harkness & Co. Ltd.         | Floribunda      | [ 32 ] |
| 1989  | JACient      | 'Tournament of Roses' 'Berkeley'                           | Warriner (US)                    | 1988              | Jackson & Perkins             | Grandiflora     | [ 33 ] |
| 1991  | MEIpitac     | 'Carefree Wonder' 'Dynastie'                               | Meilland (France)                | 1990              | Meilland International        | Shrub Rose      | [ 34 ] |
| 1992  | JACpal       | 'Brigadoon'                                                | Warriner (US)                    | 1991              | Jackson & Perkins             | Hybride de thé  | [ 35 ] |
| 1993  | JACrite      | 'Rio Samba'                                                | Warriner (US)                    | 1991              | Jackson & Perkins             | Hybride de thé  | [ 36 ] |
| 1994  | HILaroma     | 'Secret'                                                   | Tracy (US)                       | 1992              | Star Roses                    | Hybride de thé  | [ 37 ] |
| 1995  | MACivy       | 'Spek's Centennial' 'Singin' in the Rain'                  | McGredy (Nouvelle-Zélande)       | 1991              | Edmunds Roses                 | Floribunda      | [ 38 ] |
| 1996  | HARwelcome   | 'Livin' Easy' 'Fellowship'                                 | Harkness (Royaume-Uni)           | 1992              | Weeks Roses                   | Floribunda      | [ 39 ] |
| 1997  | WECplapep    | 'Scentimental'                                             | Carruth (US)                     | 1996              | Weeks Roses                   | Floribunda      | [ 40 ] |
| 1998  | FRYxotic     | 'Sunset Celebration' 'Warm Wishes'                         | Fryer (Royaume-Uni)              | 1994              | Weeks Roses                   | Hybride de thé  | [ 41 ] |
| 1999  | WEKplapic    | 'Betty Boop'                                               | Carruth (US)                     | 1999              | Weeks Roses                   | Floribunda      | [ 42 ] |
| 1999  | WEKroalt     | 'Fourth of July'                                           | Carruth (US)                     | 1999              | Weeks Roses                   | Rosier grimpant |        |
| 2000  | RADrazz      | 'Knock Out'                                                | Radler (US)                      | 2000              | Star Roses                    | Shrub rose      | [ 43 ] |
| 2001  | MEIzoele     | 'Glowing Peace' 'Philippe Noiret'                          | Meilland (France)                | 1999              | Meilland                      | Hybride de thé  | [ 42 ] |
| 2002  | BALpeace     | 'Love and Peace'                                           | Lim & Twomey (US)                | 1991              | Bailey Nurseries              | Hybride de thé  | [ 44 ] |
| 2003  | WEKpaltlez   | 'Hot Cocoa' 'Kiwi'                                         | Carruth (US)                     | 2002              | Weeks Roses                   | Floribunda      | [ 45 ] |
| 2004  | JACarque     | 'Honey Perfume'                                            | Zary (US)                        | 1993              | Jackson & Perkins             | Floribunda      | [ 46 ] |
| 2005  | WEKosupalz   | 'About Face'                                               | Carruth (US)                     | 1993              | Weeks Roses                   | Grandiflora     | [ 47 ] |
| 2006  | WEKvossutono | 'Julia Child' 'Absolutely Fabulous'                        | Carruth (US)                     | 2004              | Weeks Roses                   | Floribunda      | [ 48 ] |
| 2006  | WEKisoblip   | 'Wild Blue Yonder' 'Blue Eden'                             | Carruth (US)                     | 2004              | Weeks Roses                   | Grandiflora     | [ 49 ] |
| 2007  | JACtanic     | 'Moondance'                                                | Zary (US)                        | 2003              | Jackson & Perkins             | Floribunda      | [ 50 ] |
| 2008  | JACfrain     | 'Mardi Gras'                                               | Zary (US)                        | 2007              | Jackson & Perkins             | Floribunda      | [ 51 ] |
| 2009  | Wekcobeju    | 'Cinco de Mayo' 'Celebration Time'                         | Carruth (US)                     | 2006              | Weeks Roses                   | Floribunda      | [ 52 ] |
| 2010  | HARpageant   | 'Easy Does It' 'Firestar'                                  | Harkness (Royaume-Uni)           | 2004              | Weeks Roses Jackson & Perkins | Floribunda      | [ 53 ] |
| 2011  | JACmcady     | 'Walking on Sunshine (en)'                                 | Zary (US)                        | 2010              | Jackson & Perkins             | Floribunda      | [ 54 ] |
| 2012  | MEIkanaro    | 'Sunshine Daydream'                                        | Meilland (France)                | 2006              | Meilland International        | Grandiflora     | [ 55 ] |
| 2013  | MEItroni     | 'Francis Meilland' 'Schloss Ippenburg', 'Prince Jardinier' | Meilland (France)                | 2006              | Meilland International        | Hybride de thé  | [ 56 ] |